# Sigma Xi科学研究学会
Sigma Xi科学研究学会（英語：Sigma Xi: The Scientific Research Honor Society）是一个位于美国的非营利性的科学家与工程师荣誉学会，由一名初级教员和一些研究生于1886年在康奈尔大学创立。拥有一定影响力的研究成果或者发展潜力较大的人士可申请入会。

## 威廉·普罗克特奖
威廉·普罗克特奖是Sigma Xi学会以成员威廉·普罗克特的名字命名的一项颇具威望的科学研究奖，普罗克特于1950年资助了该奖项。这一奖项旨在表彰对科学研究做出杰出贡献的科学家以及向其他学科领域的科学家传达研究意义的能力。

## 著名成员
超过200位诺贝尔奖获得者都是Sigma Xi成员。其中包括:
- 阿尔伯特·爱因斯坦、
- 恩里科·费米、
- 莱纳斯·鲍林、
- 弗朗西斯·克里克
- 詹姆斯·杜威·沃森等。

## 文献资料
1. ↑  . Sigma Xi.   [March 10, 2011]. （原始内容存档于2015-03-01）.
2. ↑  . sciencemag.org. 1986年9月19日. （原始内容存档于2019年8月24日）.
3. ↑  Michael M. Sokal.  (PDF). American Scientist. 1986, 74: 486–508  [2019-08-24]. （原始内容存档 (PDF)于2013-09-27）.
4. ↑  . www.foxchase.org. July 13, 2018  [2019-10-26]. （原始内容存档于2019-10-26）.
5. ↑  . www.sigmaxi.org.   [2019-10-26]. （原始内容存档于2020-04-13）.